# Ben Abruzzo
Benjamin L. Abruzzo (9 juni 1930 in Rockford, Illinois – 11 februari 1985 in Albuquerque, New Mexico) was een Amerikaan die samen met Maxie Anderson en Larry Newman de bemanning vormden van de eerste ballon die de hele Atlantische Oceaan overstak. Hun met helium gevuld ballon, de Double Eagle II, verliet Maine in de Verenigde Staten op 12 augustus 1978 en landde op 17 augustus in Miserey in Frankrijk.

## Onderscheiding
- Congressional Gold Medal op 13 juni 1979[1]
- John Oliver La Gorce Gold Medal
- Frankrijks hoogste onderscheiding voor de sport[2]
- Frankrijks hoogste onderscheiding voor de luchtvaart[2]
- Montgolfier diploma voor ballonvaarder in 1978 (nr. 1448)[3]
- De la Vaulx Medaille in 1978 (nr. 706) en 1981 (nr. 1441)[3]